# محمد کاظمی (سیاستمدار)
محمد کاظمی (زاده ۱۳۳۷ - ملایر روستای حسین آباد شاملو)  قاضی و چهره سیاسی اصلاح‌طلب و نماینده مردم ملایر، در دهمین دوره مجلس شورای اسلامی است.صلاحیت او برای شرکت  در انتخابات یازدهمین دوره انتخابات مجلس شورای اسلامی توسط شورای نگهبان رد شد.و از رقابت بازماند.

## زندگی‌نامه
او سمت‌های متنوعی را در دستگاه قضا تجربه کرد:
- دادستان انقلاب اسلامی
- دادستان نظامی استان همدان
- عضو شورای تأمین ویژه غرب کشور
- نماینده سازمان بازرسی کل کشور در استان همدان
- رئیس ستاد اجرایی فرمان حضرت امام (ره) در کرمانشاه
- دادستان ویژه امور آزادگان
- معاون دادگستری استان تهران
- رئیس متجمع‌های قضایی استان تهران

## نماینده ملایر در مجلس ششم و دهم
محمد کاظمی در مجلس ششم جزء فراکسیون اکثریت اصلاح طلب مجلس بوده و نمایندگی مردم ملایر را بر عهده داشت.
او در دهمین دوره انتخابات مجلس شورای اسلامی، محمد کاظمی، در لیست ائتلاف فراگیر اصلاح طلبان: گام دوم در ملایر حضور داشت و توانست با کسب ۴۵٬۲۸۲ رأی از مجموع ۱۳۳٬۵۸۲ رأی مأخوذه صحیح، در رتبهٔ اول ملایر، وارد مجلس دهم شود.